# Jorge Clemente
Jorge Clemente (Madrid, 24 de noviembre de 1993) es un actor español de cine y televisión conocido por su participación en las series La gira, Seis hermanas, Campamento Albanta o Élite.

## Biografía
Jorge Clemente nació en Madrid en 1993. Comenzó a recibir clases de interpretación con 12 años y obtuvo su primer papel en la segunda temporada de la serie de televisión de Telecinco La pecera de Eva (2010), donde interpretó a Manu. Ese mismo año participa en el largometraje de Álex de la Iglesia Balada triste de trompeta. En 2011 se incorpora al elenco principal de la serie de Disney Channel España La Gira, donde interpreta a uno de los antagonistas, Lucas. Ese mismo año protagoniza el spin-off de la misma Los Cuervo: ¡Pillados!.
En 2012 participa en el largometraje dirigido por Emilio Martínez-Lázaro La montaña rusa. En 2014 es uno de los protagonistas de la película El club de los incomprendidos, donde interpreta a Bruno. En 2015 protagoniza el largometraje Los héroes del mal, donde interpretó a Aritz, que en palabras del intérprete para una entrevista en La Vanguardia: «Me marcó profesional y personalmente. Estuve muchos meses cargando con ese drama que tenía el personaje». Ese mismo año se incorporó al elenco principal de la serie de Televisión Española Seis hermanas, donde interpretó a Carlitos Terán hasta 2017.
En 2019 se incorpora al elenco principal de la segunda temporada de la serie de Flooxer para Atresplayer Más de 100 mentiras, donde interpreta a Javi. En 2020 participa en las series: Élite en Netflix como Alexis y El Ministerio del Tiempo en TVE como Felipe II. En julio del mismo año, protagoniza la serie de Atresplayer Campamento Albanta, donde da vida a Marcos. Además, protagoniza el anuncio del Sorteo Extraordinario de Navidad junto a Nausicaa Bonnín. En 2021 vuelve a interpretar a Alexis en el especial de Netflix Élite: historias breves.

## Filmografía

### Cine
| Año  | Título                              | Personaje   | Director                    |
| ---- | ----------------------------------- | ----------- | --------------------------- |
| 2010 | Balada triste de trompeta           | Javier      | Álex de la Iglesia          |
| 2012 | La montaña rusa                     | Fede        | Emilio Martínez-Lázaro      |
| 2013 | La Gira: Luces, cámara, acción      | Lucas       | Luis Lloret                 |
| 2014 | El club de los incomprendidos       | Bruno       | Carlos Sedes                |
| 2014 | Kansas (cortometraje)               | Chico 1     | Alejandro Monreal           |
| 2015 | Los héroes del mal                  | Aritz       | Zoe Berriatúa               |
| 2017 | Dos segundos de silencio            | Javier      | Felipe Sanz                 |
| 2018 | Malnacido (cortometraje)            | Dani        | Benja de la Rosa            |
| 2019 | Equals (cortometraje)               | Álex        | Javier Yáñez Sanz           |
| 2022 | Matar a la madre                    | Camarero    | Omar Ayuso                  |
| 2022 | Hotel Colón: Confinamiento incluido | Adrián      | Miguel Martí                |
| 2022 | Como en casa (cortometraje)         | Mateo       | Joel Adán y Honorato Ruiz   |
| 2023 | Anticlímax (cortometraje)           | Jaime joven | Néstor López y Óscar Romero |
| 2023 | Desmadre incluido                   | Adrián      | Miguel Martí                |

### Televisión
| Año       | Título                              | Personaje           | Canal          | Notas                           |
| --------- | ----------------------------------- | ------------------- | -------------- | ------------------------------- |
| 2010      | La pecera de Eva                    | Manuel «Manu» Zafra | Telecinco      | 15 episodios                    |
| 2011      | El secreto de Puente Viejo          |                     | Atresplayer    | 1 episodio                      |
| 2011      | Ángel o demonio                     |                     | Cuatro         | 1 episodio                      |
| 2011-2013 | La gira                             | Lucas               | Disney Channel | Elenco principal; 51 episodios  |
| 2011      | Los Cuervo: ¡Pillados!              | Lucas               | Disney Channel | Elenco principal; 13 episodios  |
| 2011      | Cuéntame cómo pasó                  | El Nano             | TVE            | 1 episodio                      |
| 2014      | El Rey                              | Mochales            | Telecinco      | 1 episodio                      |
| 2015-2017 | Seis hermanas                       | Carlitos Terán      | TVE            | Elenco principal; 489 episodios |
| 2015      | Las aventuras del capitán Alatriste |                     | Telecinco      | 1 episodio                      |
| 2019      | Terror y feria                      | Presentador         | Atresplayer    | 1 episodio                      |
| 2019      | Más de 100 mentiras                 | Javi                | Atresplayer    | 5 episodios                     |
| 2020      | Élite                               | Alexis Fernández    | Netflix        | 2 episodios                     |
| 2020      | El Ministerio del Tiempo            | Felipe II de España | TVE            | 1 episodio                      |
| 2020      | Campamento Albanta                  | Marcos              | Atresplayer    | 6 episodios                     |
| 2021      | Élite: historias breves             | Alexis Fernández    | Netflix        | 3 episodios                     |
| 2021      | Todo lo otro                        | Tommy               | HBO            | 2 episodios                     |
| 2022      | Indetectables                       | Marcos              | Prime Video    | 1 episodio                      |
| 2024      | Yo, adicto                          | Ricardo             | Disney +       | 1 episodio                      |

## Premios
- Mejor actor por su interpretación en Los héroes del mal en el XII Festival de cine de Alicante.[15]
- Mejor actor por su interpretación en Los héroes del mal en la sección «The Beginning» en el Film Festival de San Petersburgo.[15]